# Terang Boelan

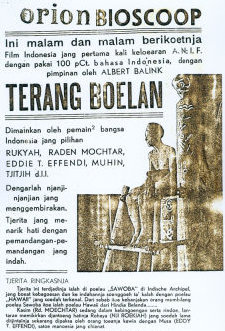
Pôster de Terang Boelan

Terang Boelan ("Lua Cheia" em indonésio) é um filme de 1937 das Índias Orientais Neerlandesas (atual Indonésia) de 1937, dirigido por Albert Balink, escrito por Saeroen e estrelado por Rd Mochtar, Roekiah e Eddie T. Effendi, sobre a história de um traficante de ópio. Trata-se de um filme perdido.